# L'Européen
L'Européen var en internationell, i Paris 1900–1906 på franska utgiven veckotidskrift.
L'Européen finansierades till stor del av finska och svenska pengar. Dess syfte var att den skulle kämpa för sanningen, utan tanke på ekonomisk vinning, och särskilt för de svagare och förtryckta nationernas rätt. Ett av dess närmaste mål var hävdandet av Finlands sak mot Ryssland, men den behandlade dessutom särskilt internationella spörsmål och koloniala frågor, däribland också förhållandet mellan Sverige och Norge, varvid tidningen, som även hade understöd av norska Nobelkommittén, i en serie artiklar tog Norges parti. Den leddes först av den holländske rättslärde Willem van der Vlugt, sedan av historikern Charles Seignobos och slutligen av litteraturhistorikern Pierre Georget La Chesnais. Av medarbetarna märktes bland andra Anatole Leroy-Beaulieu, Jean Jaurès, Francis de Pressensé, Pierre Quillard och Marcel Collière. En bland aktieägarna utbruten schism föranledde 1905 upprättandet av konkurrenttidningen Le Courrier Européen, varefter tidningen av brist på medel och understöd nödgades upphöra den 10 februari 1906.